# Abedalá ibne Gania
Abedalá ibne Ixaque ibne Maomé ibne Gania, melhor conhecido como Abedalá ibne Gania (em árabe: عبد الله بن غانية‎; romaniz.: Abdallah ibn Gania; m. 1203) foi membro dos Banu Gania que lutou contra o Califado Almóada no final do século XII e começo do XIII. Em ca. 1187, capturou a fortaleza de Maiorca nas ilhas Baleares e governou sobre ela até sua derrota e morte nas mãos dos almóadas em 1203.

## Vida
Abedalá era filho de emir Ixaque ibne Maomé (r. 1155–1183) e irmão de Ali e Iáia, que lideraram uma insurgência contra o Califado Almóada no Magrebe que durou 50 anos. Ele acompanhou seu irmão Ali quando o último partiu das Baleares e invadiu o norte da África, e após a captura de Bugia em 12 de novembro de 1184 ou 22 de maio de 1185, ficou ali com Iáia até a contraofensiva almóada forçá-los a fugir aproximados 7 meses depois.
Após um golpe pró-almóada nas Baleares em 1185, no qual o comandante Ali ibne Reverter reinstalou Maomé ibne Ixaque como emir, Abedalá foi enviado por seu irmão Ali para retomar as ilhas e partiu com uma frota de Trípoli. Após parar na Sicília, onde recebeu reforços do rei Guilherme II (r. 1166–1189), fez seu caminho para Maiorca e se reuniu com as tropas lealistas chefiadas por Naja, que havia resistido contra ibne Reverter e Maomé. A maioria do campesinato apoiou Abedalá e ele foi rapidamente capaz de assegurar controle de Maiorca e as ilhas circundantes.
Ao completar a conquista de Maiorca, Abedalá permaneceu no comando da ilha, servindo lá como emir em nome de seu irmão Ali. Durante seu governo, manteve laços amistosos com o rei Pedro II de Aragão (r. 1196–1213) e assegurou uma paz e tratado comercial com a República de Gênova em 1188, permitindo a última estabelecer uma igreja e hotel para mercadores estrangeiros em Maiorca. Também recomeçou atividades de pilhagem, sobretudo contra Provença e os domínios almóadas no Alandalus Oriental, e continuou auxiliando seus irmãos no Magrebe, enviando dois navios para assistir Iáia quando o último sitiou Trípoli na década de 1190.
Por todo seu reinado em Maiorca, Abedalá foi forçado a conter os almóadas, que fizeram repetidas tentativas de tomar as ilhas Baleares. Ibiza foi capturada pelos almóadas em 1187 e Menorca também caiu em cada inespecífica. No inverno de 1200, Abedalá tentou readquirir Ibiza, mas foi compelido a se retirar em fracasso; no ano seguinte, teve mais sucesso contra Menorca, tomando-a após um prolongado cerco que levou aos habitantes a cometerem atos de canibalismo.
O emirado de Abedalá terminou em 1203, quando os almóadas lançaram uma grande expedição às Baleares contra ele. As forças almóadas, comandadas por Abul Ulá e Abuçaíde Otomão ibne Abu Hafes e compostas por 15 000 infantes, 700 arqueiros e 1 200 cavaleiros e várias armas de cercos, encontrou a frota de Abedalá em Menorca e destruiu-a, depois do que controlada Menor e avançaram para bloquear Maiorca. Embora a capital foi capaz de resistir por 2 meses, os defensores e Abedalá foram mortos. As ilhas se transformaram em domínios almóadas, permanecendo em suas mãos até serem conquistadas por Jaime I (r. 1213–1276) em 1229.